# Teknival

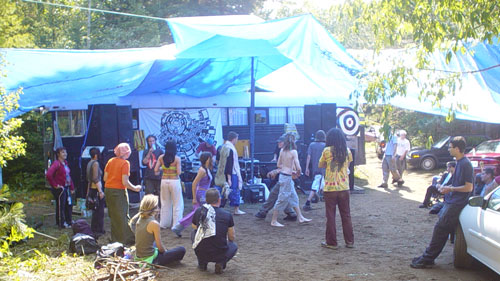
Teknival

Teknival is een grootschalig gratis toegankelijk openlucht teknofestival. Het komt in meerdere landen in Europa iedere zomer terug. Tientallen soundsystems en soms tienduizenden bezoekers uit heel Europa komen op dit festival af. Er wordt geen vergunning aangevraagd en het is dus illegaal. De bezoekers krijgen een telefoonnummer waarop ze op de avond van het feest kunnen horen waar het feest zich gaat afspelen. Aggregaten, geluids- en lichtapparatuur, camouflagenetten en festivaltenten worden door middel van oude tweedehands trucks naar een afgelegen plek gereden en ook sommige bezoekers wonen in tweedehands stadsbussen en dergelijke, waarmee ze naar het festivalterrein rijden. 's Avonds en 's nachts worden kampvuren gestookt en zijn er vuurshows.
Op Teknivals zijn ook wel andere muzieksoorten te horen, zoals hiphop en punk reggae, jazz of americana maar elektronische dansmuziek staat zeker 's nachts centraal. Het publiek is alternatief, alhoewel iedereen welkom is in op een teknival. Men draagt soms legerkleding, tatoeages, piercings, lang haar, dreadlocks of is al dan niet deels geschoren. 
Teknivals zijn ontstaan doordat Engelse soundsystems zoals Spiral Tribe door Europa gingen zwerven omdat in Engeland strenge wetten waren aangenomen tegen illegale feesten.
Teknivals werden in Nederland aanvankelijk vooral in het Amsterdamse Westelijk Havengebied gehouden, nabij het gekraakte dorp Ruigoord, maar later ook vaak op de Maasvlakte. Aanvankelijk werden de Teknivals door de politie ongemoeid gelaten en konden ze wel twee weekenden plus de dagen ertussen duren. Er wordt dan ook gekampeerd.
In 2001 maakte de politie een einde aan het Teknival op het industrieterrein Moerdijk, dat gehouden werd tussen de pijpleidingen van chemische bedrijven. De feestgangers verhuisden naar het Veerse Meer in Zeeland, waar het feest nog een dag werd voortgezet voordat de politie ook hier ontruimde.
In 2002 is het Teknival in Bergen, Limburg na een dag ontruimd.
Sindsdien zijn er in Nederland geen grootschalige Teknivals meer gehouden.
In 2005 zijn in Tsjechië tientallen gewonden gevallen toen de politie CzechTek ontruimde, terwijl de organisatie toestemming had van de eigenaar van de grond.
Op 30 augustus 2008 werd in Assen (Dr) een vermeende Teknival party (Dutchtek 2008) stopgezet, nadat bleek dat er geen vergunningen waren afgegeven door de gemeente en omwonenden geklaagd hadden over geluidsoverlast.
Eind april 2023 was op een militair domein in Brustem bij Sint-Truiden, België een rave party met een 10.000-tal bezoekers. Het feest duurde drie dagen, de politie verdreef de laatste aanwezigen en hield controles.